# Danishmend
Danishmend var et tyrkisk dynasti som herskede i det nord-centrale og østlige Anatolien i det 11. og 12. århundrede. Det var oprindelig centreret omkring Sivas, Tokat og Niksar, men strakte sig så langt vest på som Ankara og Kastamonu i en periode og så langt mod syd som Malatya, som de erobrede i 1103. Tidligt i det 12. århundrede var danishmenderne rivaler af seldsjukkenes Rum-sultanat, som kontrollerede en stor del af områderne omkring danishmendernes landområder. De havde også omfattende kampe med korsfarerne.

## Grundlæggeren
Dynastiet blev grundlagt af Danishmend Gazi, som der ikke findes meget historiske information om, og det der findes, er nedskrevet længe efter hans død.
Hans titel eller navn, Dānishmand eller mere præcist Dāneshmand (persisk: دانشمند), betyder "lærd mand". Danishmenddynastiets ledere havde fra 1134 også titlen malik (kongen) som de fik i anerkendelse af deres militære successer af abbaside-kalifen Al-Mustarshid, selv om danishmendernes beyer (emirer) før 1134 også efterfølgende kan omtales som malik. Danishmend Gazi selv blev også kaldt "Danishmend Taylu".

## Dynastiet
Danishmenderne bosatte sig i Anatolien efter slaget ved Manzikert i 1071 hvor seldsjukkerne besejrede det Østromerske rige og erobrede det meste af Anatolien. Gazi drog fordel af dynastiske stridigheder blandt seldsjukkene efter at sultan Suleyman 1. af Rum døde i 1086 til at grundlægge sit eget dynasti i det centrale Anatolien. Hovedstaden var formentlig Amasya i begyndelsen.
Gazis søn, emir Gazi Gümüshtigin, tog i 1100 Bohemond 1. af Antiokia til fange, og Bohemond forblev i fangenskab indtil 1103. En alliance mellem seldsjukkene og danishmenderne besejrede korstoget i 1101. Danishmenderne hjalp Mesud I til at blive seldsjukkisk sultan i 1116.
Bohemond 2. af Antiokia blev i 1130 dræbt i et slag mod Gazi Gümüshtigin efter at være kommet det armenske kongedømme Kilikia som Gümüshtigin havde invaderet, til undsætning. Gümüshtigin døde i 1134, og hans søn og efterfølger Mehmed havde ikke farens og bedstefaderens kampånd. Han regner for at være grundlægger af Kayseri som tyrkisk by, til trods for hans relativt korte regeringstid.
Da Mehmed døde i 1142, blev danishmendernes landområder delt mellem hans to brødre, Melik Yaghibasan som beholdt titlen "melik" og herskede i Sivas, og Ayn el-Devle som herskede i Malatya.
Seldsjukkernes sultan, Kilij Arslan II, angreb i 1155 Melik Yaghibasan som søgte hjælp hos Nur ad-Din, zengidernes emir i Mosul. Men da Nur ad-Din døde i 1174 blev Sivas landområder indlemmet i sultanatet. Fire år senere blev danishmenderne i Malatya besejret og også indlemmet, hvilket blev enden på danishmendernes styre.

## Danishmenderne i folkelitteraturen
Danishmend Gazi er den centrale figur i et romantisk epos, Danishmendnâme, hvor han fejlagtigt identificeres som en arabisk kriger, Sidi Battal Gazi, som levede i det 8. århundrede. Deres bedrifter er flettet sammen.
Næsten alle danishmendernes herskere blev en del af traditionen i tyrkisk folkelitteratur, hvor de alle omtales som "Melik Gazi". Derfor er der "Melik Gazis grav" i byerne Niksar, Bünyan, Kırşehir, langs Zamantı-floden nær borgen af samme navn (Zamantı) og andre steder i Anatolien. Mange af disse er meget besøgte templer og tilhører forskellige danishmend-herskere. Melikgazi er også navnet på et af de dentrale distrikter i byen Kayseri. Samme navnefællesskab kan også gælde andre af de bygninger, som danishmenderne byggede.

## Herskere
| Hersker                 | År        | Bemærkninger                       |
| Danishmend Gazi         | 1097-1104 | Også kaldet Danishmend Taylu       |
| Gazi Gümüshtigin        | 1104–1134 |                                    |
| Melik Mehmed Gazi       | 1134–1142 |                                    |
| Sivas-grenen (Meliker)  | 1142–1175 | Indlemmet af anatolske seldsjukker |
| Melik Yaghibasan        | 1142–1164 |                                    |
| Melik Mücahid Gazi      | 1164–1166 |                                    |
| Melik İbrahim           | 1166–1166 |                                    |
| Melik İsmail            | 1166–1166 |                                    |
| Melik Zünnun            | 1172–1174 |                                    |
| Malatya-grenen (Emirer) | 1142–1178 | Indlemmet af anatolske seldsjukker |
| Ayn el-Devle            | 1142–1152 |                                    |
| Zülkarneyn              | 1152–1162 |                                    |
| Nasreddin Muhammed      | 1162–1170 | Første styre                       |
| Fahreddin               | 1170–1172 |                                    |
| Afridun                 | 1172–1175 |                                    |
| Nasreddin Muhammed      | 1175–1178 | Andet styre                        |

## Eksterne kilder
- «Turkmen Ruling Dynasties in Asia Minor»
- "Danishmend Gazi (Melik Gazi) Tomb in Niksar". ArchNet.org. Arkiveret fra originalen 5. april 2007. Hentet 1. april 2016.
- Prof. Dr. Mehmet Eti. "Specimens of Danishmend numismatics". Arkiveret fra originalen 21. juli 2007. Hentet 1. april 2016.
- Mustafa Güler, İlknur Aktuğ Kolay. "12. yüzyıl Anadolu Türk Camileri (12th century Turkish mosques in Anatolia)" (PDF) (tyrkisk). Istanbul Technical University Magazine (İtüdergi). Arkiveret fra originalen (PDF) 4. juli 2007. Hentet 1. april 2016.